# Схід сонця з морськими чудовиськами
«Схід сонця з морськими чудовиськами» (англ. Sunrise with Sea Monsters) — картина англійського художника Вільяма Тернера, створена 1845 року. Зберігається в Галереї Тейт (Лондон).

## Опис
Ця картина, написана олійними фарбами в 1845, належить до пізнього періоду творчості Тернера. Головним виражальним засобом художника стає колір, тоді як мотив розчиняється в абстракції. Тернер звертається до фантастичного сюжету, як то він часом робив протягом своєї художньої кар'єри.
На нижній частині полотна зображено темне, очевидно холодне море. У верхній частині — золотаво-жовте небо перед сходом Сонця. Чудовиська на картині представлені не у вигляді реальних істот, а як неясні розпливчасті плями, що ніби перебувають у русі. Назва картини настроює глядача на бажаний для художника настрій, і кожен бачить на картині власних чудовиськ. Для одних глядачів — це плями, що нагадують два ока, інші пізнають напівпрофіль риби, ще інші бачить лише хвилеподібні формації кольору.
Картину було створено в англійському курортному містечку Маргейт.